# Форверк
Форверк (Ворверк) — порода курей, родом з США.

## Історія
Починаючи з 1900 року, селекціонер птиці Оскар Ворверк почав створювати утилітарну породу середнього розміру з орнаментальним оперенням з породи Лакенфельдер. Ключовою відмінністю у зовнішньому вигляді породи став темний золотистий колір а не білий як у лакенфельдерів. Таким чином, його курка іноді неправильно називається «золотим лакенфелдером», особливо в Північній Америці. Золотий лакенвелдер, різновид сорту оперення, є окремою породою від Форверк. До 1913 року Форверк вже був стандартизований. Проте він ніколи не отримав широкого поширення. Також він не існує поза межами континентальної Європи.

## Характеристики породи

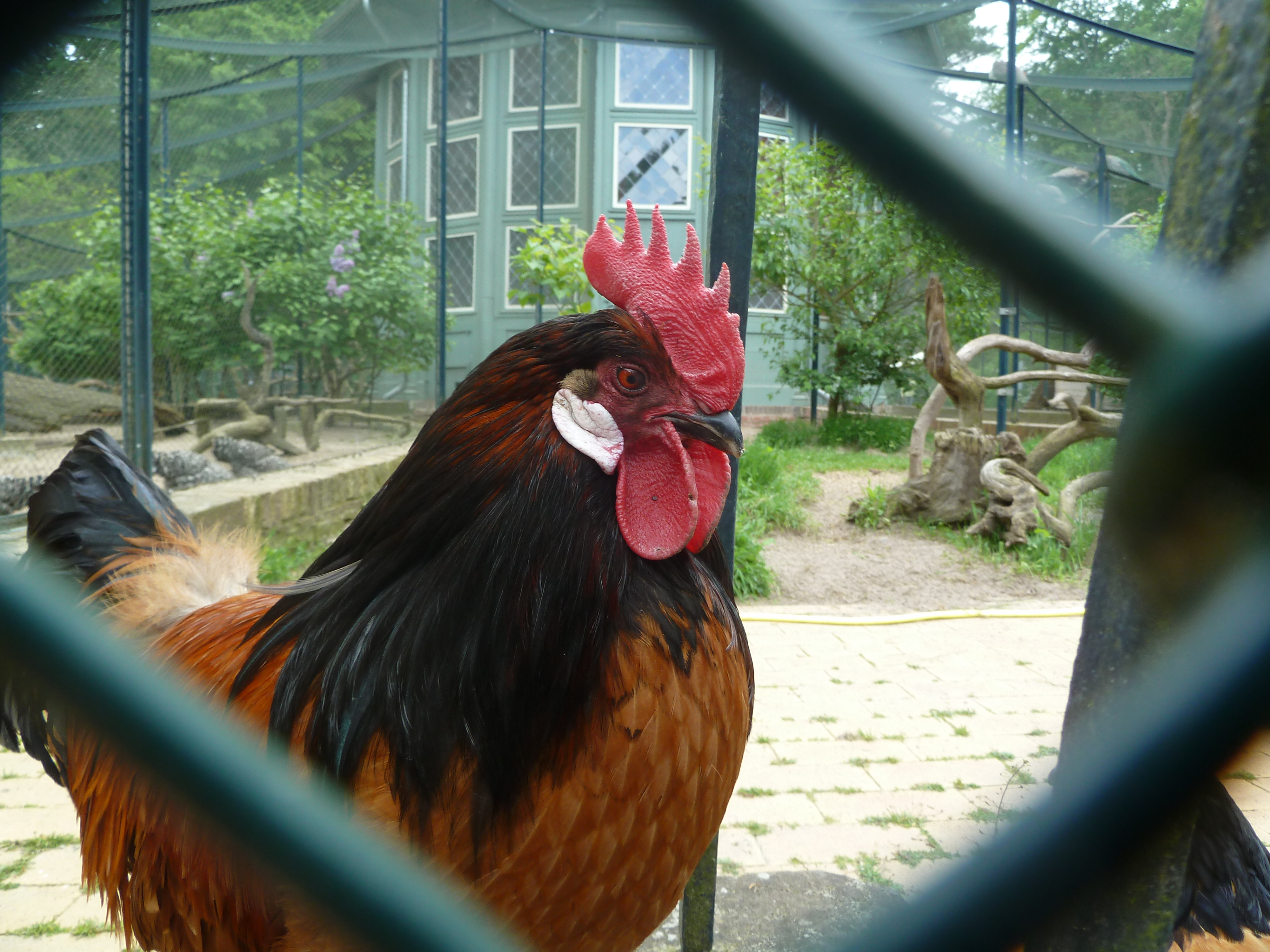
Півень має забарвлення, таке ж як і курка

Форверк - це порода, призначена для виробництва м'яса та яєць. Півні стандартного розміру важать 2,5-3,2 кг, а курки 2–2,5 кг. Великі курки Форверк є несуть яйця кремового кольору. Яйценоскість приблизно 170 на рік.
Форверк є витривалими, адаптованими птахами з економними потребами у кормі. У темпераменті вони запальні і активні, але не обов'язково мають інстинкт насиджування. Що стосується оперення, то їх голова, шия і хвіст є суцільними чорними, а решта - золотистого кольору. Ідеальний стандарт породи вимагає відсутність чорних плям але в практичності це дуже важко досягнути 

### Карликова форма
У 1966 році американський чоловік на ім'я Вілмар Ворверк з Нью-Ульма, штат Міннесота, зацікавився породою і створив наново карликову форму, використовуючи Лакенфельдерів. Європейські любителі також самостійно мініатюрували Форверк. Хоча велика птиця Форверкніколи не була прийнята в Американську асоціацію птахівництва, Американська асоціація карликових порід курей визнала американську версію карликових Форверк .  Однак дуже важливо відзначити, що європейські стандарти бантаму відрізняються від американських стандартів, що зрозуміло, оскільки вони були виготовлені з використанням різних порід. Зокрема, півні у США важать — 765 грамів а кури — 650 грамів, але в Європі порода важче на 910 грамів для півнів і 680 грамів для курок.